# Estádio 13 de Junho
O Estádio Regional 13 de Junho é um estádio em Santo António, capital do distrito de Pagué, em São Tomé e Príncipe. É utilizado principalmente para jogos de futebol. O estádio tem capacidade de 1.000 pessoas.
Este estádio é a "casa" dos clubes da Ilha do Príncipe, como o Sport Operários e Benfica e o Sporting Clube do Príncipe.
Em 2021, ele recebeu a instalação de uma nova iluminação, em uma parceria entre a Federação de Futebol de São Tomé e Príncipe e o Governo da Região Autónoma de Príncipe.